# Mezőgyán
Mezőgyán este un sat în districtul Sarkad, județul Békés, Ungaria, având o populație de 1.191 de locuitori (2011). 

## Demografie
Componența etnică a satului Mezőgyán
     Maghiari (81,52%)
     Romi (18,48%)
Componența confesională a satului Mezőgyán
     Reformați (36,69%)
     Fără religie (27,46%)
     Romano-catolici (4,37%)
     Atei (1,85%)
     Necunoscută (28,63%)
     Alte religii (2,27%)
Conform recensământului din 2011, satul Mezőgyán avea 1.191 de locuitori. Din punct de vedere etnic, majoritatea locuitorilor (81,52%) erau maghiari, cu o minoritate de romi (18,48%). Nu există o religie majoritară, locuitorii fiind reformați (36,69%), persoane fără religie (27,46%), romano-catolici (4,37%) și atei (1,85%). Pentru 28,63% din locuitori nu este cunoscută apartenența confesională.